# 名古屋テレビぐっとイブニング
『名古屋テレビぐっとイブニング』（なごやテレビぐっとイブニング）は、1993年4月5日から1998年10月2日まで5年半、名古屋テレビで7代目の平日夕方6時台に生放送されていた東海3県向けニュースワイド番組である（テレビ朝日発の全国ニュース『ステーションEYE』→『ANNスーパーJチャンネル』の中京ローカルパート）。

## 番組概要
- 通称は「ぐっとイブニング」「ぐっと」で、後者はメインキャスターの浅沼道郎が用いていた。

## 放送の形態

### 初期
- この当時のタイトルロゴは「名古屋テレビぐっとEVENING」と表記。

- ニューススタジオには大型のプラズマディスプレイを備え、ニュース項目ごとに関連する画像・映像を表示していた。このプラズマディスプレイを使ってのニュース解説も行っていた。

- CM前ジングルはテレビアニメ「ドラゴンボール」の主題歌であった、「魔訶不思議アドベンチャー!」のイントロとアウトロを合成したものが使用されていた。

- 番組終盤の提供では、名古屋駅の情報カメラなどをバックにスポンサーとタイトルをテロップ表示していた。

### 中期 → 末期
- 番組タイトルロゴ、オープニングCG、スタジオセットを一新。スタジオからはプラズマディスプレイを撤去し、キャスターがデスクに着席してのスタイルを優先した造りのセットに変更した。

- 放送時間も大幅に拡大し、テレビ朝日発の全国ニュース『ステーションEYE ANN』を内包する形にリニューアル（1997年3月31日からは『ANNスーパーJチャンネル』を内包）。

- 17時55分からは東海3県のローカルニュースと天気予報を名古屋テレビのスタジオから伝え、18時00分からは『ステーションEYE ANN』を30分間ネット。そして18時30分からは『ぐっとイブニング』本編がスタートするという流れになった。

- 17時台は関東ローカル枠であったため、名古屋テレビはこれをテレビアニメの再放送などに割り当てていた。

- この時期、テレビ朝日も17時58分から予告編を兼ねたフライングスタート編成を組んでおり、その3分間は関東エリア向けのローカルパートだった。『ステーションEYE ANN』の後には、90秒ほどのCMを挿んでローカルニュースを3項目程度ヘッドラインで伝え、それからオープニングテーマを流していた。

- 提供では、ニュース映像の上にテロップを表示して本編に入っていた。

- 番組は末期に入ると、第1部に番組本編突入専用のCGを使用するようになり、開始時にはキャスター陣による挨拶で始めていた（オープニングCGは無し）。

- 第2部では、気象予報士の田中秀明とキャスターの大川敦子が中継映像をバックに、主に天気に関するトークをしながら天気予報を行っていた。ヤンマー提供の天気予報については一時的に第1部へ回していた。

## 放送時間
- 月曜日 - 金曜日 18:30 - 19:00 → 18:30 - 18:57 → 17:58 - 18:57（1993年4月5日 - 1996年9月27日）
- 月曜日 - 金曜日 17:55 - 18:57（1996年9月30日 - 1998年10月2日）

## キャスター
- 浅沼道郎
- 大川敦子
- 塚本展子 - 天気予報担当。『名古屋テレビステーションEYE』から引き続き出演。
- 田中秀明（気象予報士） - 放送3年目から出演。1994年に気象予報士の資格が発足し、翌年からその資格取得者がテレビの報道番組などに出演するようになったが、田中の起用はそれまで気象専門キャスターを擁していなかった名古屋テレビにとって初の試みとなった。